# モナリ・タークル
モナリ・タークル（Monali Thakur、1985年11月3日 - ）は、インドのプレイバックシンガー、女優。国家映画賞、フィルムフェア賞受賞者。

## 生い立ち
コルカタのベンガル人音楽家家庭に生まれる。父シャクティ・タークルは歌手、姉メフル・タークルはプレイバックシンガーとして活動している。タークルはジャグディシュ・プラサードとアジョイ・チャクラバルティーからヒンドゥスターニー音楽を学び、この他にヒップホップ、バラタナティヤム、サルサを学んでいる。彼女は高校や大学の学内コンテストで歌手活動を始め、地元の音楽イベントにも参加した。14歳の時に『Sri Ramkrishna』でアナンダローク賞のプレイバックシンガー賞を受賞した。『インディアン・アイドル』で9位に入賞したことで人気を集めるようになった。

## キャリア

### プレイバックシンガー

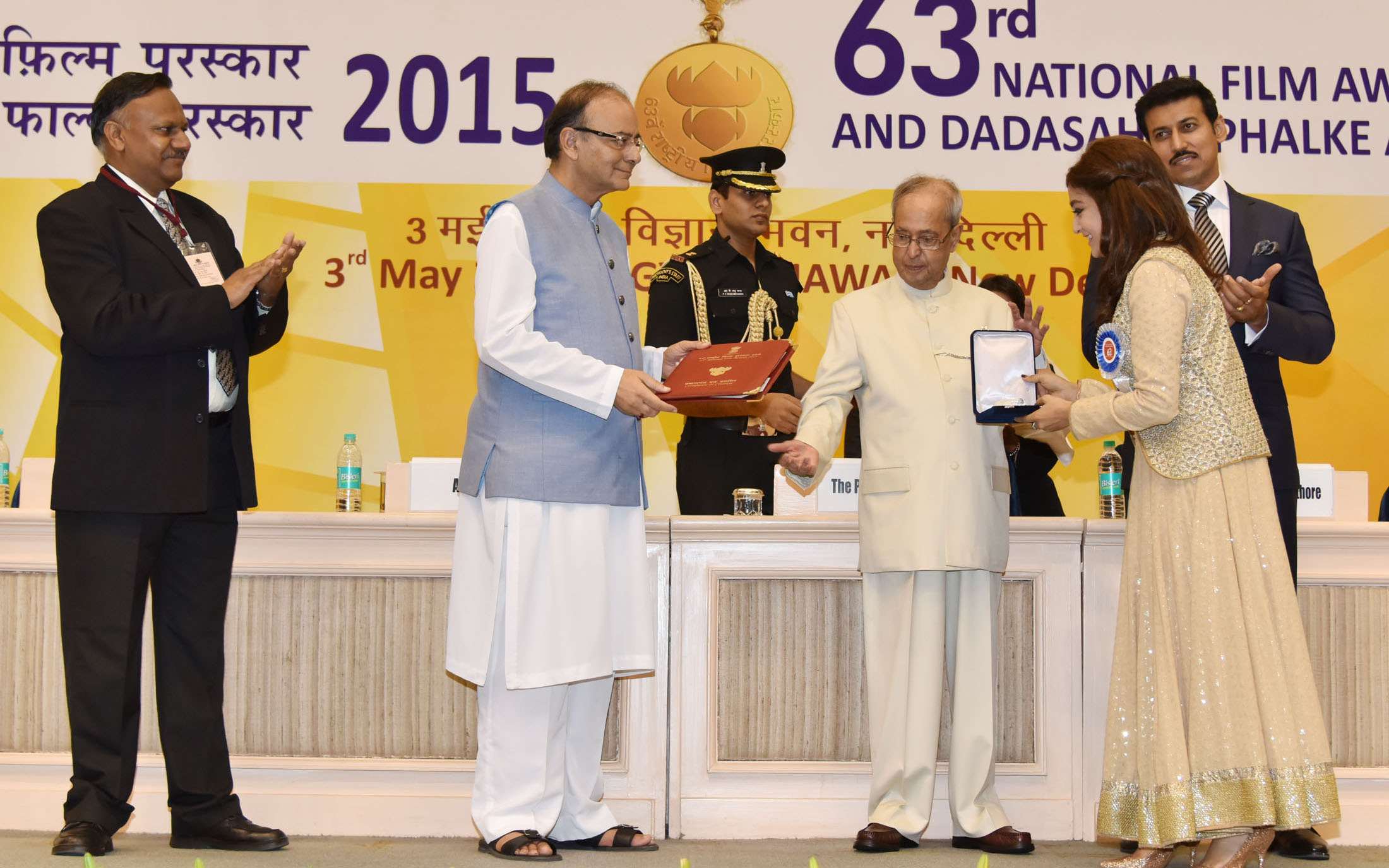
国家映画賞女性プレイバックシンガー賞を受賞するモナリ・タークル（2015年）

『インディアン・アイドル』出演後、タークルはプリータムから『Race』の2曲「Khwab Dekhe」「Zara Zara Touch Me」の歌手のオファーを受けた。元々は1曲のみのオファーだったが、レコーディングを見たアッバス＝ムスタンに実力を評価され2曲目のオファーを受けた。「Zara Zara Touch Me」は2008年上半期にラジオで4番目に多く再生された曲になった。また、タークルは同曲で国際インド映画アカデミー賞 女性プレイバックシンガー賞とプロデューサーズ・ギルド・フィルム・アワード 女性プレイバックシンガー賞にノミネートされた。
タークルは2年間ベンガル音楽番組『Bengali Sa Re Ga Ma Pa Li'l Champs』の審査員を務めた。同時期には『Key Hobe Biggest Fan』や『Coke Studio』にも出演している。2014年に『Lootera』で歌った「Sawaar Loon」でフィルムフェア賞 女性プレイバックシンガー賞を受賞した。2016年には『Dum Laga Ke Haisha』で歌った「Moh Moh Ke Dhaage」で国家映画賞 女性プレイバックシンガー賞を受賞、フィルムフェア賞女性プレイバックシンガー賞にノミネートされた。

### 女優
幼少期にベンガル語テレビシリーズ『Aalokito ek Indu』で主役のインドゥバーラー役を演じた。引き続き2本のテレビ映画に出演し、2007年にラジャ・センの『Krishnakanter Will』で女優デビューした。2014年にナーゲーシュ・ククヌールの『Lakshmi』でボリウッドデビューする。同作は人身売買と児童買春を題材にしており、タークルは売春被害に遭う15歳の少女役を演じた。アッバス・タイヤワーラーの『Mango』やベンガル語短編映画『Jangle Bells』にも出演しており、『PK』や『シークレット・スーパースター』ではカメオ出演している。